# Rea Silvija
Rea Silvija (ili Rhea Silvia) također poznata kao i Ilia je, prema mitologiji starih Rimljana, majka legendarnih blizanaca Romula i Rema. Bila je kćer Numitora, kralja Alba Longe te potomka legendarnog trojanskog junaka Eneje. Nakon što je Numitora s prijestolja zbacio njegov mlađi brat Amulije, ona je morala otići u Vestalke te se zakleti na tridesetogodišnji celibat. Amulije joj je ubio brata te si tako uvelike pomogao dalje vladanje. Međutim Rea Silvija je ostala trudna, a za to je "okrivila" rimskog boga rata Marsa koji ju je zaveo i s njom vodio ljubav. Rodila je blizance Romula i Rema, a u strahu od Amulija morala ih je prepustiti divljoj rijeci Tiber, što se poslije pokazalo mudrom odlukom jer je košara doplutala do obale, a na obali je Romula i Rema izdojila vučica. Blizance pronalazi pastir Faustul te ih odgaja kao svoje sinove. Ubrzo Romul i Rem svrgavaju s vlasti Amulija, a na prijestolje se vraća Numitor. Pouzdano se ne zna kako je Rea Silvija umrla. Bila je nadahnuće za mnoge umjetnike starog Rima, a i kasnije.